# Authon (Loir-et-Cher)
Authon – miejscowość i gmina we Francji, w Regionie Centralnym, w departamencie Loir-et-Cher.
Według danych na rok 1990 gminę zamieszkiwało 700 osób, a gęstość zaludnienia wynosiła 22 osoby/km² (wśród 1842 gmin Regionu Centralnego Authon plasuje się na 544. miejscu pod względem liczby ludności, natomiast pod względem powierzchni na miejscu 310.).